# Église Saint-Germain de Sceaux-sur-Huisne
L'église Saint-Germain est une église catholique située à Sceaux-sur-Huisne, en France.

## Localisation
L'église est située dans le département français de la Sarthe, dans le bourg de Sceaux-sur-Huisne.

## Architecture
L'église est inscrite au titre des monuments historiques depuis le 9 décembre 1926.